# Josef Hoop
Josef Hoopⓘ (ur. 14 grudnia 1895 w Eschen, zm. 19 października 1959 w Chur) – trzeci premier Liechtensteinu, urzędujący od 4 sierpnia 1928 do 3 września 1945. Od 1957 do śmierci poseł Landtagu.
Josef Hoop był synem Franza Josefa Hoopa i Berty z d. Batliner. Uczył się w Stans, Feldkirch i Zurychu. Absolwent uniwersytetu w Innsbrucku na kierunku orientalistyka. W 1920 uzyskał stopień doktora i w tym samym roku został mianowany attaché Liechtensteinu w przedstawicielstwie w Wiedniu, którym później kierował. W latach 1924–1928 pracował w służbach celnych Szwajcarii. Od 1928 przez 17 lat był premierem Liechtensteinu z ramienia Postępowej Partii Obywatelskiej (FBP). Po ustąpieniu podjął studia prawnicze i uzyskał doktorat w 1948 roku. Aż do śmierci zajmował wysokie urzędy w instytucjach państwowych, a także pracował jako adwokat. Był żonaty z Emilie z d. Gstöhl.
Jego imieniem została nazwana jedna z ulic w rodzinnym Eschen.